# Deronectes elmii
Deronectes elmii är en skalbaggsart som beskrevs av Hans Fery och Hosseinie 1998. Deronectes elmii ingår i släktet Deronectes och familjen dykare. Inga underarter finns listade i Catalogue of Life.